# Untergeis
Untergeis ist ein Ortsteil der Gemeinde Neuenstein im osthessischen Landkreis Hersfeld-Rotenburg. Der Ortskern liegt im Geisbachtal, beiderseits des Geisbaches, der nach etwa acht Kilometern, bei Bad Hersfeld, in die Fulda mündet.

## Geschichte

### Ortsgeschichte
Untergeis wurde im Jahre 1259 das erste Mal als „Inferior Geissa“ urkundlich erwähnt. Vor dem Dreißigjährigen Krieg hatte der Ort 53 Haushaltungen, im Jahr 1639 gab es nur noch 13 Haushaltungen.
Im Zuge der Gebietsreform in Hessen fusionierten zum 31. Dezember 1971 die bis dahin selbständigen Gemeinden Aua, Gittersdorf, Mühlbach, Raboldshausen, Saasen, Salzberg und Untergeis freiwillig zur neuen Gemeinde Neuenstein.
Für die ehemaligen Gemeinden wurde je ein Ortsbezirk mit Ortsbeirat und Ortsvorsteher nach der Hessischen Gemeindeordnung eingerichtet.

### Verwaltungsgeschichte im Überblick
Die folgende Liste zeigt die Staaten und Verwaltungseinheiten, denen Untergeis angehört(e):
- 1567–1806: Heiliges Römisches Reich, Landgrafschaft Hessen-Kassel, Fürstentum Hersfeld, Amt Obergeis
- 1807–1813: Königreich Westphalen, Departement der Werra, Distrikt Hersfeld, Kanton Obergeis
- ab 1815: Kurfürstentum Hessen, Fürstentum Hersfeld, Amt Obergeis[8]
- ab 1821/22: Kurfürstentum Hessen, Provinz Fulda, Kreis Hersfeld[9][Anm. 2]
- ab 1848: Kurfürstentum Hessen, Bezirk Hersfeld
- ab 1851: Kurfürstentum Hessen, Provinz Niederhessen, Kreis Hersfeld
- ab 1867: Königreich Preußen, Provinz Hessen-Nassau, Regierungsbezirk Kassel, Landkreis Hersfeld
- ab 1871: Deutsches Reich, Königreich Preußen, Provinz Hessen-Nassau, Regierungsbezirk Kassel, Kreis Hersfeld
- ab 1918: Deutsches Reich, Freistaat Preußen, Provinz Hessen-Nassau, Regierungsbezirk Kassel, Kreis Hersfeld
- ab 1944: Deutsches Reich, Freistaat Preußen, Provinz Kurhessen, Landkreis Hersfeld
- ab 1945: Amerikanische Besatzungszone, Groß-Hessen, Regierungsbezirk Kassel, Landkreis Hersfeld
- ab 1946: Amerikanische Besatzungszone, Land Hessen, Regierungsbezirk Kassel, Landkreis Hersfeld
- ab 1949: Bundesrepublik Deutschland, Land Hessen, Regierungsbezirk Kassel, Landkreis Hersfeld
- ab 1972: Bundesrepublik Deutschland, Land Hessen, Regierungsbezirk Kassel, Landkreis Hersfeld-Rotenburg, Gemeinde Neuenstein[Anm. 3]

## Bevölkerung

### Einwohnerstruktur 2011
Nach den Erhebungen des Zensus 2011 lebten am Stichtag, dem 9. Mai 2011, in Untergeis 507 Einwohner. Darunter waren 12 (2,4 %) Ausländer.
Nach dem Lebensalter waren 105 Einwohner unter 18 Jahren, 195 zwischen 18 und 49, 126 zwischen 50 und 64 und 84 Einwohner waren älter. Die Einwohner lebten in 192 Haushalten. Davon waren 42 Singlehaushalte, 48 Paare ohne Kinder und 84 Paare mit Kindern, sowie 15 Alleinerziehende und 3 Wohngemeinschaften. In 24 Haushalten lebten ausschließlich Senioren und in 129 Haushaltungen lebten keine Senioren.

### Einwohnerentwicklung
| Untergeis: Einwohnerzahlen von 1834 bis 2020 | Untergeis: Einwohnerzahlen von 1834 bis 2020 | Untergeis: Einwohnerzahlen von 1834 bis 2020 | Untergeis: Einwohnerzahlen von 1834 bis 2020 | Untergeis: Einwohnerzahlen von 1834 bis 2020 |
| --- | -------------------------------------------- | -------------------------------------------- | -------------------------------------------- | -------------------------------------------- |
| Jahr |                                              |                                              |                                              | Einwohner                                    |
| 1834 | 1834                                         |                                              | 349                                          | 349                                          |
| 1840 | 1840                                         |                                              | 325                                          | 325                                          |
| 1846 | 1846                                         |                                              | 376                                          | 376                                          |
| 1852 | 1852                                         |                                              | 393                                          | 393                                          |
| 1858 | 1858                                         |                                              | 344                                          | 344                                          |
| 1864 | 1864                                         |                                              | 364                                          | 364                                          |
| 1871 | 1871                                         |                                              | 360                                          | 360                                          |
| 1875 | 1875                                         |                                              | 330                                          | 330                                          |
| 1885 | 1885                                         |                                              | 331                                          | 331                                          |
| 1895 | 1895                                         |                                              | 333                                          | 333                                          |
| 1905 | 1905                                         |                                              | 308                                          | 308                                          |
| 1910 | 1910                                         |                                              | 311                                          | 311                                          |
| 1925 | 1925                                         |                                              | 319                                          | 319                                          |
| 1939 | 1939                                         |                                              | 327                                          | 327                                          |
| 1946 | 1946                                         |                                              | 461                                          | 461                                          |
| 1950 | 1950                                         |                                              | 467                                          | 467                                          |
| 1956 | 1956                                         |                                              | 420                                          | 420                                          |
| 1961 | 1961                                         |                                              | 413                                          | 413                                          |
| 1967 | 1967                                         |                                              | 410                                          | 410                                          |
| 1970 | 1970                                         |                                              | 428                                          | 428                                          |
| 1980 | 1980                                         |                                              | ?                                            | ?                                            |
| 1990 | 1990                                         |                                              | ?                                            | ?                                            |
| 2000 | 2000                                         |                                              | ?                                            | ?                                            |
| 2011 | 2011                                         |                                              | 507                                          | 507                                          |
| 2020 | 2020                                         |                                              | 480                                          | 480                                          |
| Datenquelle: Historisches Gemeindeverzeichnis für Hessen: Die Bevölkerung der Gemeinden 1834 bis 1967. Wiesbaden: Hessisches Statistisches Landesamt, 1968. Weitere Quellen: LAGIS; Gemeinde Neuenstein; Zensus 2011 |                                              |                                              |                                              |                                              |

### Historische Religionszugehörigkeit
| • 1885: | 329 evangelische (= 99,40 %), zwei katholische (= 0,60 %) Einwohner |
| • 1961: | 382 evangelische (= 92,49 %), 30 katholische (= 7,26 %) Einwohner   |

## Politik
Für Untergeis besteht ein Ortsbezirk (Gebiete der ehemaligen Gemeinde Untergeis) mit Ortsbeirat und Ortsvorsteher nach der Hessischen Gemeindeordnung. Der Ortsbeirat besteht aus fünf Mitgliedern. Bei den Kommunalwahlen in Hessen 2021 betrug die Wahlbeteiligung zum Ortsbeirat 53,50 %. Alle Mitglieder gehören der „Bürgerliste Untergeis“ (BLU) an. Der Ortsbeirat wählte Benjamin Schwarz zum Ortsvorsteher.

## Bauwerke
Für die unter Denkmalschutz stehenden Kulturdenkmale des Ortes siehe die Liste der Kulturdenkmäler in Untergeis.
Untergeis hat ein weitgehend unberührtes, geschlossenes, von Fachwerkbau bestimmtes Ortsbild aus dem 18. und 19. Jahrhundert. Zentrum ist der Kirchendrubbel am rechten Ufer der Geis, von dem aus sich der alte Ortskern vornehmlich nach Norden und Osten hin ausbreitet.
- Die evangelische Kirche steht auf einer Anhöhe im Dorf, dem Lindenrain. Es ist ein geosteter Saalbau aus dem Jahre 1806. Er hat ein mittiges Nordportal und ein westliches Portal, wo man auch das Baujahr eingemeißelt hat. Über diesem Eingang befindet sich ein verschieferter Haubendachreiter. Der Kirchhof ist teilweise ummauert. Die Kirche wurde in den 1990er Jahren renoviert, wobei auch die Kirchenorgel aus dem Jahre 1817 des Orgelbaumeisters Johann Wilhelm Schmerbach der Mittlere restauriert wurde. Seit dem Jahr 2001 hängt im Dachreiter wieder über eine zweite Glocke, nachdem die Kirche in den beiden Weltkriegen jeweils eine von zwei vorhandenen Glocken abgeben musste.

- Untergeis verfügt über zwei Backhäuser. Das Backhaus „Im Graben 1“, am Aufgang zur Kirche ist ein kleines eingeschossiges verputztes Fachwerkhaus aus dem 19. Jahrhundert mit Bruchsteinsockel und Satteldach. Beide Backhäuser sind aufgrund von Renovierungsarbeiten gut erhalten und werden auch heute noch regelmäßig zum Backen von Sauerteigbrot und Ploatz, einer regionalen Spezialität, genutzt.[13]

## Verkehr
Auf der linken Seite der Geis führt die B 324 durch den Ort. Der öffentliche Personennahverkehr erfolgt durch die RKH Bus GmbH mit der Linie 370.